# Usina Hidrelétrica de Salesópolis
A Usina Hidrelétrica de Salesópolis ou Barragem da Usina Parque de Salesópolis está localizada no município brasileiro de Salesópolis, no estado de São Paulo e represa as águas do rio Tietê em um local conhecido como Cachoeira dos Freires.

## História
Para utilizar a energia gerada como abastecimento à sua indústria em Mogi das Cruzes, o empresário Ricardo Villela iniciou a obra em 1911, mas, antes da inauguração em 1914, a usina foi vendida para a Empresa Força e Luz do Norte e passou a abastecer as cidades de Salesópolis, Mogi das Cruzes, Jambeiro e Caçapava.
Em decorrência da má situação dos equipamentos e após vários acidentes, a usina foi desativada em 1988.
Em 1998, a EMAE – Empresa Metropolitana de Águas de Energia (que administra a Usina Henri Borden) doou a Usina de Salesópolis para a Fundação Patrimônio Histórico da Energia, que administra outras pequenas usinas-museus espalhadas pelo estado de São Paulo.
Em 2007, a usina foi reativada com apenas uma das duas turbinas, após restauração feita pelo Grupo Bertin, que atualmente administra o complexo. A energia produzida integra o sistema energético paulista.
A Usina de Salesópolis passa a produzir 1,5 mil megawatts/hora de energia com a sua reativação, o suficiente para abastecer 2 mil pessoas. Localizada em um parque com área de 156 hectares e contando com uma boa infraestrutura recebe vários turistas, contando inclusive com um museu que conta os princípios da energia hidráulica, a história do rio Tietê e sobre a fauna e flora do local.
O complexo é formado por sete imóveis, sendo uma casa de máquinas, uma vila residencial e cinco residências.

## Coordenadas geográficas
- Latitude – 23º23' 10 "S
- Longitude – 45°50' "W